# The Handsome Family
The Handsome Family is een Amerikaans alternatieve country duo bestaande uit het getrouwde stel Brett en Rennie Sparks, soms op tournee bijgestaan door een drummer of een bassist. De band ontstond begin jaren 1990 in Chicago, het jaar waarin het stel ook trouwde. Tegenwoordig woont het echtpaar in Albuquerque, New Mexico.

## Muziekstijl
De meeste liedjes worden in een strikte taakverdeling geschreven: Brett Sparks schrijft de muziek, en Rennie Sparks, die ook schrijfster van verhalen is, de teksten. De teksten tonen een affiniteit met het literaire genre American Gothic, en fatalistische elementen uit vroege country en folk. In dat laatste is het duo sterk beïnvloed door Harry Smiths Anthology of Folk Music. De meestal vreemde en verrassende teksten worden door Brett Sparks met een soepele, kalme en warme baritonstem gezongen.
Het duo staat bekend om zijn vrolijke gekibbel op het podium en de losse, ongeorganiseerde sfeer van de optredens. Het album Live at the Schuba's Tavern bevat veel van die korte dialogen, en het nummer Winnebago Skeletons wordt op een chaotische en weinig precieze manier uitgevoerd. Veel fans waarderen dit in de optredens.

## Optredens in Nederland
The Handsome Family treedt met enige regelmaat op in Nederland. Een overzicht:
- 16 oktober 1998: Crossing Border Festival (Den Haag)
- 26 mei 2000: Paradiso (Amsterdam)
- 24 november 2001: Paradiso (Amsterdam)
- 25 november 2001: 013 (Tilburg)
- 8 mei 2002: Doornroosje (Nijmegen)
- 9 mei 2002: Nighttown (Rotterdam)
- 26 april 2003: Blue Highways (Utrecht)
- 3 mei 2003: Rythmn & Blues Festival (Groningen)
- 13 mei 2004: Ekko (Utrecht)
- 15 mei 2004: Rotown (Rotterdam)
- 16 mei 2004: Paradiso (Amsterdam)
- 5 mei 2007: Paradiso (Amsterdam)
- 1 oktober 2009: Paard van Troje (Den Haag)
- 3 oktober 2009: Roots Festival (Groningen)

## Discografie
- Odessa (1995)
- Milk and Scissors (1996)
- Down in the Valley (Ierse Compilatie van de eerste twee albums)
- Invisible Hands (Vinyl EP-1997)
- Through the Trees (1998)
- In the Air (2000)
- Twilight (2001)
- Live at the Schuba's Tavern (2001)
- Smothered and Covered (2002)
- Singing Bones (2003)
- Last Days Of Wonder (2006)
- Honey Moon (2009)
- Wilderness (2013)
- Unseen (2016)
- Hollow (2023)

## Boek
- Rennie Sparks (2000) Evil, Chicago: Black Hole Press.